# Jelena Jensen
Jelena Jensen (Los Angeles, Califòrnia; 7 d'octubre de 1981) és una model de glamur i actriu pornogràfica estatunidenca.

## Biografia
Jensen va iniciar la seva carrera treballant a Jaded Video quan encara es trobava a la Universitat, tenint presentacions en convencions d'adults, així com en la revista AVN, la Expo de Las Vegas i Erotica LA de Los Angeles. Inicialment no estava interesada en rodar escenes de porno dur.
Jensen va tenir la seva primera sessió fotogràfica amb Scott St. James, la qual va ser publicada en la sessió d'agost de 2003 de la revista Club International. Des d'aquí ha treballat amb molts fotògrafs, incloent a Suze Randall, Holly Randall, J. Stephen Hicks, Matti Klatt i Richard Avery, i amb directors com ara Andrew Blake, Robby D i Celeste.
Va estudiar a la Universitat Chapman en el comtat d'Orange, Califòrnia, graduant-se com a magna cum laude en el maig de 2003, amb un Batxillerat en Belles arts en producció de pel·lícules i televisió, amb èmfasi en la producció audiovisual.
Des d'aquí ha posat per a diverses pàgines web, havent aparegut en moltes revistes per adults masculines, entre elles cal destacar la revista Penthouse i la revista Playboy. Va aparèixer en dues produccions d'Andrew Blake. Les seves escenes pornogràfiques són generalment lèsbiques. Recentment va tenir un rol principal a Playboy TV en la sèrie Totally Busted.
L'any 2010, va ser triada Penthouse Pet del mes de març. Malgrat haver-se declarat heterosexual en passades entrevistes, es va declarar recentment bisexual.

## Publicacions
- Revista Club international (agost de 2003)
- Revista High Society (gener de 2004)
- Revista Playboy (febrer i març de 2004)
- Revista Hustler (abril de 2004)
- Revista Penthouse (març de 2010)